# Meeker County
Meeker County er et county i den amerikanske delstat Minnesota. Amtet ligger i den centrale del af delstaten og grænser op til Stearns County i nord, Wright County i øst, McLeod County i sydøst, Renville County i sydvest og mod Kandiyohi County i vest.
Meeker Countys totale areal er 1.671 km² hvoraf 95 km² er vand. I 2000 havde amtet 22.644 indbyggere og administrationscenter ligger i byen Litchfield.
Amtet har fået sit navn efter Bradley B. Meeker.
45°07′N 94°32′V / 45.12°N 94.53°V